# Pure-tou no Nakama-tachi
Serendipity the Pink Dragon (яп. ピュア島の仲間たち Сэсэндипити Монотагари Пуято: но Накама-тати) — японский аниме-сериал, совместно созданный студиями Nippon Television и Zuiyo и демонстрировавшийся с 1 июля по 23 декабря 1983 года. Основан на одноимённом романе Стефана Косгрува. Всего выпущено 26 серий аниме. Сериал транслировался на территории Франции, Испании и Италии.

## Сюжет
Мальчик терпит крушение на пустынном острове, где находит таинственное розовое яйцо, из которого вылупляется розовый дракон. Мальчик даёт дракону имя Серендипити. Тем временем злой капитан намеревается украсть сокровища острова, мальчик должен остановить его, так начинаются его долгие приключения по острову.

## Роли озвучивали
- Мари Окамото — Серендипити
- Митико Номура — Кона
- Кэй Томияма — Дольф
- Косэй Томита — Смадж
- Норико Цукасэ — Аканацсу
- Рихоко Ёсида — Минта
- Юдзи Мицуя — Пира-Пира
- Юри Насива — принцесса Лола

Источник: